# Quận Wallace, Kansas
Quận Wallace là một quận thuộc tiểu bang Kansas, Hoa Kỳ. Theo điều tra dân số năm 2000 của Cục điều tra dân số Hoa Kỳ, quận có dân số 1749 người.
Đay là quận có dân số ít thứ hai của Kansas. Quận Greeley có dân số đã thấp nhất. Quận lỵ của nó là Sharon Springs. Quận đã được lập ra trong năm 1868 và đặt tên để vinh danh Chuẩn tướng WHL. Wallace, một cựu chiến binh của cuộc Chiến tranh Mexico-Mỹ.
Quận Wallace là nơi có núi Sunflower, điểm cao nhất ở Kansas tại 4.039 feet (1.231 mét). 

## Nhân khẩu
Theo điều tra dân số năm 2000, quận đã có 2.813 người, 1.124 hộ gia đình, và 795 gia đình sống trong quận. Mật độ dân số là 3 người trên một dặm vuông (1/km ²). Có 1.263 đơn vị nhà ở với mật độ trung bình là 1 trên mỗi dặm vuông (1/km ²). Cơ cấu dân tộc của dân cư quận gồm 98,65% người da trắng, 0,14% da đen hay Mỹ gốc Phi, 0,07% người Mỹ bản xứ, 0,07% người châu Á, 0,14% người đảo Thái Bình Dương, 0,36% từ các chủng tộc khác, và 0,57% từ hai hoặc nhiều chủng tộc. 1,46% dân số là người Hispanic hay Latino thuộc chủng tộc nào. 
Toàn quận có 1.124 hộ, trong đó 30,40% có trẻ em dưới 18 tuổi sống chung với họ, 63,80% là các cặp vợ chồng sống với nhau, 4,50% có chủ hộ là nữ không có mặt chồng, và 29,20% là không lập gia đình. 27,60% của tất cả các hộ gia đình đã được tạo thành từ các cá nhân và 14,80% có người sống một mình 65 tuổi trở lên đã được người. Bình quân mỗi hộ là 2,46 và cỡ gia đình trung bình là 3,01.
Trong quận có dân số là trải ra với 26,30% ở độ tuổi dưới 18, 5,80% 18-24, 23,70% 25-44, 23,90% 45-64, và 20,30% 65 tuổi trở lên. Tuổi trung bình là 42 năm. Cứ mỗi 100 nữ có 100,10 nam giới. Cứ mỗi 100 nữ 18 tuổi trở lên, đã có 95,80 nam giới.
Thu nhập trung bình cho một hộ gia đình trong quận đạt 33.547 đô la Mỹ, và thu nhập trung bình cho một gia đình là 38.292 Mỹ kim. Nam giới có thu nhập trung bình $ 26.351 so với 16.250 $ cho phái nữ. Thu nhập trên đầu cho các quận được $ 16.299. Giới 12,00% gia đình và 15,70% dân số sống dưới mức nghèo khổ, trong đó có 27,30% những người dưới 18 tuổi và 5,50% có độ tuổi từ 65 trở lên.